# Roger Darcissac
Roger Darcissac, né le 6 mai 1898 à Levallois-Perret et mort le 22 juin 1982 au Chambon-sur-Lignon, est un enseignant, historien et résistant français, reconnu Juste parmi les nations.
Enseignant et éducateur, il dirige l'établissement scolaire public au Chambon-sur-Lignon. Il publie des travaux sur l'histoire du protestantisme et sur l'histoire régionale. Pendant la Seconde Guerre mondiale, il accueille de nombreux Juifs pourchassés dans son établissement, et leur fabrique des faux papiers. Arrêté, il ne dévoile rien. Relâché, il reprend son activité en faveur de ses protégés. Son action en faveur des Juifs lui vaut d'être reconnu en 1988 « Juste parmi les nations ».

## Biographie
Né en 1898 à Levallois-Perret, Roger Darcissac est instituteur. Il devient directeur de l'école publique, primaire et cours complémentaire, au Chambon-sur-Lignon en Haute-Loire,.
Il écrit à partir de 1928 différentes études sur l'histoire locale et l'histoire du protestantisme. Il publie aussi des contes et autres ouvrages pour la jeunesse.
Pendant la Seconde Guerre mondiale, sous l'occupation allemande, Darcissac accueille un grand nombre d'enfants juifs dans son groupe scolaire, en sachant pertinemment leur origine, mais sans poser de question,,. Sur les documents officiels, quand il doit inscrire le nombre d'enfants juifs fréquentant l'établissement, il écrit toujours « néant ». 

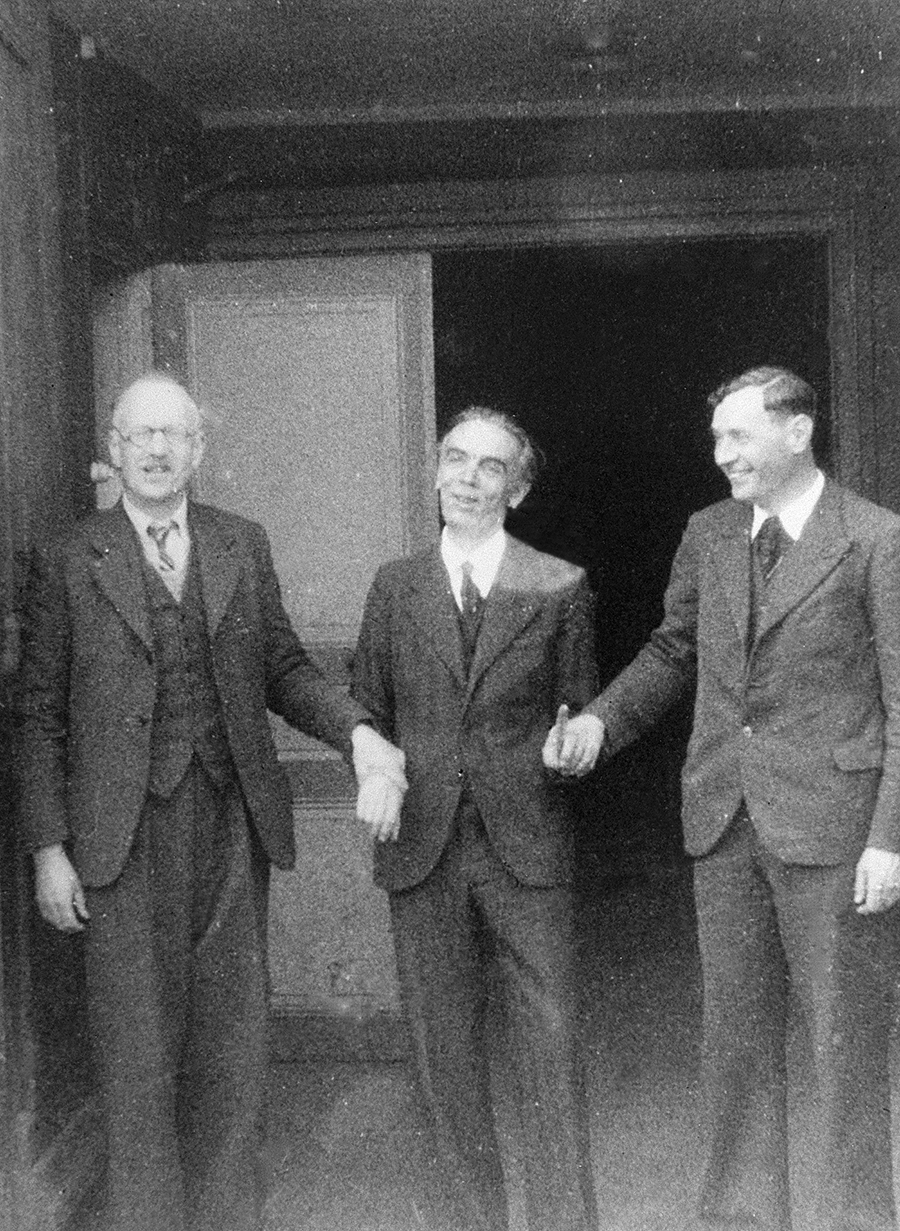
Roger Darcissac entre les pasteurs André Trocmé et Édouard Theis, peu après leur libération.

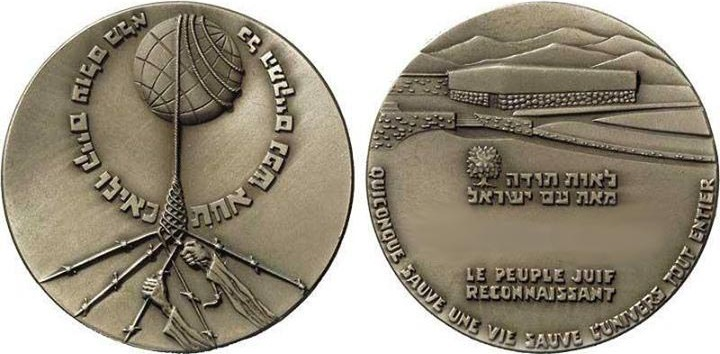
Médaille de Juste parmi les nations.

Les réfugiés arrivent de plus en plus nombreux au Chambon, amenés par différentes filières. Darcissac participe à l'élaboration des plans d'accueil, avec le pasteur André Trocmé, principal organisateur, et quelques autres. Par ses talents de photographe, « expert » selon A. Trocmé, c'est Roger Darcissac qui fabrique les faux papiers nécessaires à chaque nouvel arrivant.
Une filière particulière se charge de conduire une partie des réfugiés jusqu'à la frontière suisse.
Roger Darcissac est arrêté le 13 février 1943 par la police française, en même temps que les pasteurs André Trocmé et Édouard Theis,. Il résiste aux interrogatoires et ne révèle rien sur les enfants juifs qu'il cache. Il est interné avec les deux pasteurs au camp de Saint-Paul-d'Eyjeaux, près de Limoges. Une fois libéré, il continue à protéger ses élèves juifs jusqu'à la Libération, malgré les risques.
Il est par ailleurs photographe et cinéaste amateur. Ses films sont présentés au musée mémorial du Chambon.
Il meurt en 1982. À titre posthume, il est reconnu « Juste parmi les nations » par l'institut Yad Vashem le 14 novembre 1988,.

## Ouvrages
- L'Édit de Nantes dans le Velay, Paris, Société de l'histoire du protestantisme français, 1928 ; rééd. Le Chambon-sur-Lignon, Société d'histoire de la Montagne, 1983.
- Quelques pages de l'histoire de la Réforme en Velay : deux paroisses de « La Montagne » (Le Chambon et Saint-Voy) 1529-1789, Neuilly-sur-Seine, La Cause, 1929 ; rééd. Neuilly (Seine), La Cause, s.d. [vers 1939-1940].
- Deux martyrs du Désert : Fauriel-Lassagne (1705-1739) et Morel-Duvernet (1711-1739), pasteurs (avec S. Mours), Le Chambon-sur-Lignon, E. Barbesat-Aubert, Librairie du Velay, 1939.
- L'église de neige : contes de Noël (avec André Trocmé), Paris et Genève, 1943 ; rééd. Ampelos, 2012.
- Faïdoli : chansonnier franco-suisse de la « Montagne » (avec August Bohny et Hans Beutler), Paris, Chabrut, 1944.
- Le Visage et l'âme du Chambon-sur-Lignon (avec Gilbert Chabrut et Mgr de Felice), Le Chambon-sur-Lignon, Messageries évangéliques, 1944.
- Pages d'Auvergne et du Velay (éd. scientifique, avec A.C.J. Bertrand), Paris, Charles-Lavauzelle, 1951.
- La Haute-Loire (avec René Jullian et autres), Paris, Éd. J. Delmas et Cie, 1969.
- Pages du Chambon : recueil d'articles d'histoire régionale, Le Chambon-sur-Lignon, Cheyne, 1979.
- « Une municipalité sous la Terreur, Montalet, ci-devant Saint-Pal-en-Chalencon », Cahiers de la Haute-Loire, Le Puy-en-Velay, Cahiers de la Haute-Loire,‎ 1979 (lire en ligne).
- « Témoignage sur les débuts du Collège Cévenol », Cahiers de la Haute-Loire, Le Puy-en-Velay, Cahiers de la Haute-Loire,‎ 1981 (lire en ligne).